# Марович, Александар
Александар (Ацо) Марович (серб. Александар (Ацо) Маровић; 1918, Радойчичи — 16 января 1943, Липлян) — югославский учитель, партизан времён Народно-освободительной войны Югославии. Народный герой Югославии.

## Биография
Родился в 1918 году в селе Радойчичи близ Огулина в бедной крестьянской семье. Детство провёл в Косово, куда его семья перебралась в 1921 году (в село Помзатин). Окончил начальную школу Помзатины, среднюю школу (гимназию) в Приштине и педагогические училища Скопье и Шапца. На четвёртом курсе своего обучения в училище Марович вступил в КПЮ (в 1939 году), однако позднее был исключён из училища за поддержку коммунистов. После исключения жил в Лапле-Селе, активно работая в одном из партийных отделений.
В 1941 году Александар после начала войны собрал крестьянский отряд самообороны для борьбы с албанскими бандитами и немецкими полицаями. В октябре 1941 года он вместе с семьёй перебрался в Приштину, где в конце 1941 года был образован Грачаницкий районный комитет КПЮ, куда Марович и был принят. В июле 1942 года, будучи делегатом комитета, он принял участие в совещании под Грболом. Маровича на совещании было решено назначить членом пленума Косовско-Метохийского обкома КПЮ. В декабре 1942 года Александар участвовал в совещании пленума КПЮ во Вреле.
Марович считается одним из известнейших деятелей КПЮ в Косово: по его инициативе была активизирована вербовка добровольцев в Компартию и в Народно-освободительную армию, а также в ряд других структур: Союз коммунистической молодёжи Югославии, Женский антифашистский фронт, Объединённый союз антифашистской молодёжи Югославии и так далее. Помимо всего прочего, Александар нёс службу в контрразведке, борясь со шпионами чётников, немцев и албанцев.
14 января 1943 во время осады Суви-Дола Марович попал в плен к итальянским фашистам вместе с ещё двумя партизанами. Был отправлен в карабинерский участок в Липлян, где после двух дней пыток был расстрелян утром 16 января.
Указом Иосипа Броза Тито от 27 ноября 1953 Маровичу было посмертно присвоено звание Народного героя.